# میلوش استویانوویچ (بازیکن فوتبال)
‌
میلوش استویانوویچ (سیریلیک صربی: Милош Cтojaнoвић؛ زادهٔ ۲۵ دسامبر ۱۹۸۴) بازیکن فوتبال اهل صربستان است.
از باشگاه‌هایی که در آن بازی کرده‌است می‌توان به باشگاه فوتبال جیونگنام، باشگاه فوتبال ووهان، و باشگاه فوتبال بوسان ای‌پارک اشاره کرد.

## افتخارات
آگودینا
- جام صربستان: ۲۰۱۳، قهرمان

فردی
- سوپر لیگ صربستان: ۲۰۱۳-۲۰۱۲، برترین گلزن